# Eugenio Barsanti

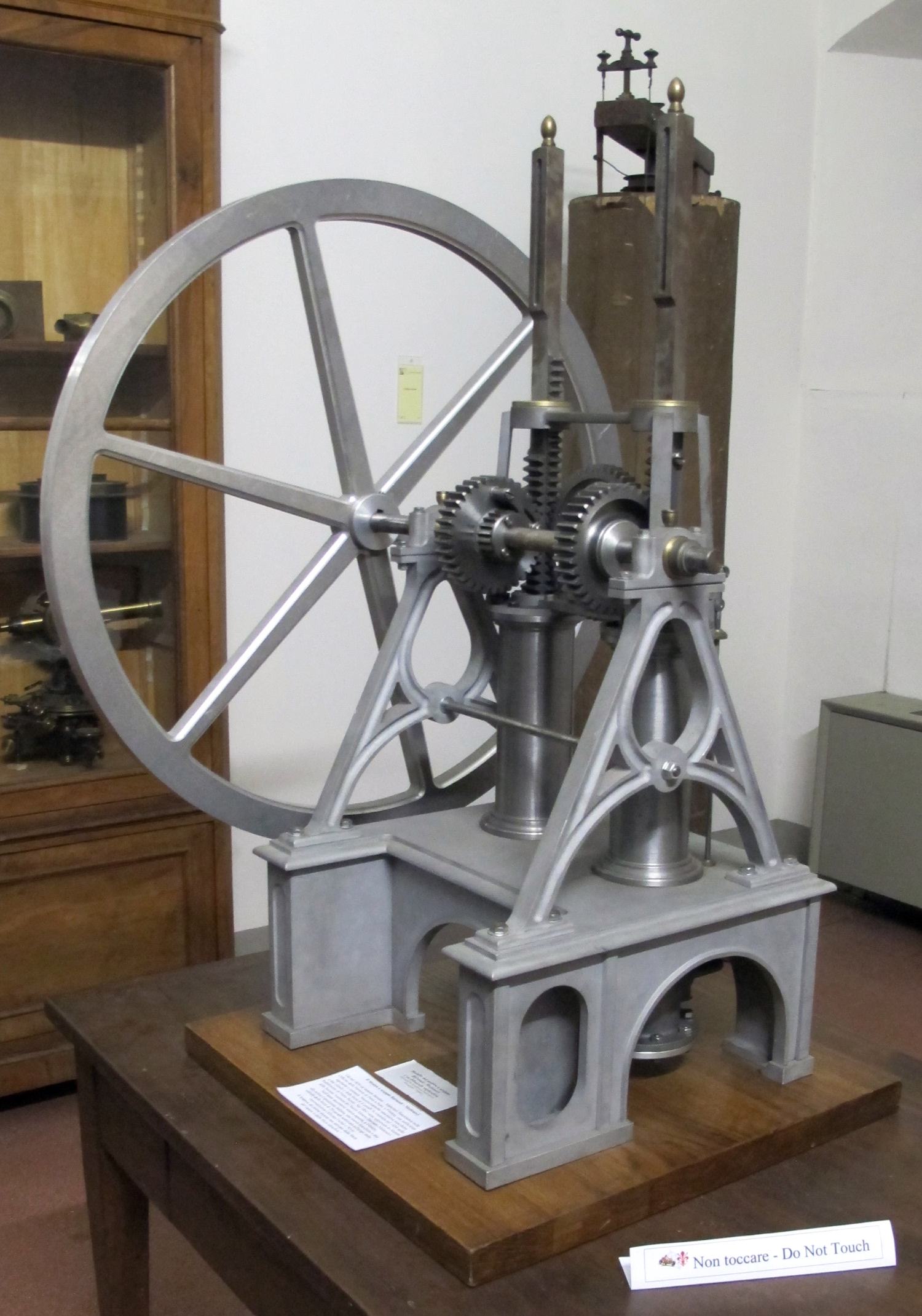
Modelo da máquina Barsanti-Matteucci no Osservatorio Ximeniano em Florence

Nicolò Barsanti, conhecido como Eugenio Barsanti (Pietrasanta, 12 de outubro de 1821 — Seraing, 19 de abril de 1864), foi um presbítero, engenheiro e inventor italiano, idealizado e construtor, junto com Felice Matteucci, do primeiro motor de combustão interna em 1853. 
O pedido de patente foi feito em Londres em 12 de junho de 1854 e publicado no Jornal da Manhã de Londres sob o título "Especificação de Eugene Basanti e Felix Matteuci, obtenção de poder de moção pela explosão de gases", como documentado pela fundação Barsanti e Matteucci.